# Dendrochilum warrenii
Dendrochilum warrenii är en orkidéart som beskrevs av Henrik Aerenlund Pedersen och Barbara Gravendeel. Dendrochilum warrenii ingår i släktet Dendrochilum och familjen orkidéer. Inga underarter finns listade i Catalogue of Life.